# 沖泊
沖泊（おきどまり）は、島根県大田市温泉津町の日本海に面した湾と集落で、世界遺産石見銀山の構成資産である。石見銀山で産出した銀を銀山街道で陸送した後、沖泊で船に積み込み搬出した（博多を経て世界へ輸出流通）。
沖泊は周囲を山に囲まれた二股の谷状地形で、東西方向に奥行約150メートル、幅は平均40メートルの緩やかな傾斜地で、湾は奥行約440メートル、湾口幅約80メートル（平均幅60メートル）、水深4～5メートル。周辺の海岸線はリアス式海岸で多くが北西向きに開削されているため冬季に季節風の影響をうけやすいが、沖泊は西向きで湾口に櫛島があり波除けの役割を果たしたことで良港となった。
隣接する温泉津温泉が港としても古くから知られており、石見銀山を抑えた毛利元就によって輸送路となる温泉津沖泊道が整備されたことで、石見銀の積出港となった。湾北側に位置する櫛島には櫛山城跡、湾南岸の岬には鵜丸城跡があり、湾を管理していた。これらは毛利元就から奉行に任命された内藤内蔵丞が築いた海城である。後者の鵜丸城は陸繋島に立地し、柴田龍司氏の海城の立地による分類では岬型になる。江戸時代の記録では、面積的には沖泊の10倍ほど広い温泉津浦の船舶係留が50艘であるのに対し、沖泊は70艘とある。また、銀の積み出しのみならず北前船の寄港地でもあり、最盛期には400メートルにも連なる町並みで賑わい、その名残から土蔵が散見される。発掘調査により幕末頃に南岸の山裾を開削して宅地を造成したことも明らかになっている。
集落は二股の谷筋に沿って本筋と南側に小谷があり、本筋は一番奥まった谷頭より流れ出る水路を挟む小道で区画され、南側の小谷が集落の入口となり銀山街道の温泉津沖泊道と温泉津へ抜ける道が分岐する（現在では浜寄りからトンネルを通って温泉津と結ぶ道を通るのが一般的）。家屋の多くは二階建てで道に面して母屋を建て、母屋と土蔵が連結する構造か道を挟んだ母屋の向かい側に土蔵を設ける造りに大別されるが、塀や垣根は見られない。現在は10戸ほどが暮らしている。集落には田圃が全くなく、廻船従事者以外は陽当たりの良い北側丘陵斜面での畑作と、櫛島周辺での海苔や海藻採りを営み、漁業を専門とする漁師はいなかったが、銀の搬出や廻船が無くなった明治以降、現在に至るまで漁港となった。
世界遺産登録範囲面積は洋上を含む298217.03平方メートル（緩衝地帯除く）。
2017年（平成29年）公開の日本映画『たたら侍』のロケ地となった。